# Микаилова, Севиль Алиразы кызы
Севиль Алиразы кызы Микаилова (азерб. Sevil Əlirazı qızı Mikayılova; род. 27 июня 1974, Баку) — государственный и политический деятель. Депутат Милли меджлиса Азербайджанской Республики VI и VII созыва. Заслуженный журналист Азербайджана (2015).

## Биография
Родилась 27 июня 1974 года в Баку, Азербайджан. Окончила факультет английского языка Азербайджанского государственного университета языков. В совершенстве владеет русским и английским языками.
С 1992 по 1996 год работала преподавателем английского языка в Сумгаитском центре творчества детей и подростков. С 1996 по 1999 год работала в институте информатики и управления Бакинского научно-образовательного центра. 
С 1996 по 1998 год — редактор в Азербайджанской государственной телерадиовещательной компании. С 1999 по 2001 год работала в информационном агентстве "Мидия Пресс". 
С 2001 по 2004 год — переводчик "525-й газеты". 
С 2004 по 2012 год работала в информационном агентстве "Тренд" сначала переводчиком, затем директором департамента переводов. 
С 2012 по 2017 год — главный редактор газеты "AzerNews". 
С 2017 года — заместитель генерального директора информационного агентства "Тренд".
На выборах в Национальное собрание Азербайджана VI созыва, которые прошли 9 февраля 2020 года, баллотировалась по Хачмазскому сельскому избирательному округу № 56. По итогам выборов одержала победу и получила мандат депутата Милли меджлиса Азербайджанской Республики. С 10 марта 2020 года приступила к депутатским обязанностям. 
В 2024 году на парламентских выборах в Азербайджане, которые состоялись 1 сентября, одержала победу в Хачмазском сельском избирательном округе №58. Официально стала депутатом Милли Меджлиса Азербайджана седьмого созыва, первое заседание которого состоялось 23 сентября 2024 года.
Является членом комитета по вопросам семьи, женщин и детей, а также членом комитета по международным отношениям и межпарламентским связям.
Являлась редактором и принимала участие в озвучивании на английском языке фильма "Место, где бьется слово", посвященного Ходжалинскому геноциду. Фильм был награжден сертификатом за участие в программе международного лидерства, организованной Госдепартаментом США.

## Награды
- Заслуженный журналист Азербайджана (2015)[6].